# تپه مصلی (۳–۱)
تپه مصلی (۳–۱) مربوط به دوران پیش از تاریخ ایران باستان - است و در استان لرستان، شهرستان دورود، بخش سیلاخور، روستای دانی چی واقع شده و این اثر در تاریخ ۲۴ اسفند ۱۳۸۳ با شمارهٔ ثبت ۱۱۷۱۲ به‌عنوان یکی از آثار ملی ایران به ثبت رسیده است.